# Nicole Duclos
Pour les articles homonymes, voir Duclos.
Nicole Duclos (née Salavert le 15 août 1947 à Périgueux) est une athlète française. Elle est la grande rivale de Colette Besson à la fin des années 1960. Son club est le CA Brive et son entraîneur Jean Chaumeil.

## Carrière
Elle bat le record du monde du 400 mètres (en 51 secondes et 72 centièmes) en août 1969 à Athènes, détrônant ainsi la nord-coréenne Shin Geum-dan (51 s 90 en 1962) puis bat son prédécesseur Anna Chmelková en 1966.
En 1967 elle épouse Michel Duclos qui à été maire de Sainte-Nathalène et s'installe à Brive.
Ses clubs successifs ont été CO Périgueux (1963 à 1966), CA Brive (1967 à 1973), Sarlat OC (1974), Périgord Noir Athlétisme (2010) et Entente Périgueux Sarlat Trélissac Athlétisme (2011-2013) .
Son retour des championnats d'Europe d'Athènes est fêté en septembre 1969 par un long défilé en voiture "à l'américaine" dans les rues de Brive envahies par une foule fort nombreuse venue l'applaudir.
Nicole Duclos avait participé aux Jeux olympiques d'été de 1972 à Munich au 400 m elle est remportée par Monika Zehrt puis Rita Wilden et Kathy Hammond. Puis en 4 × 400 m remportée par Allemagne de l'Est Monika Zehrt, Dagmar Käsling, Rita Kühne et Helga Seidler. Elle finisse 4e avec Colette Besson, Bernadette Martin et Martine Duvivier.
En Juillet 1988, Avec Colette Besson, à Tours, elles entourent Marie-José Perec, future championne olympique du 400 mètres à Barcelone. « Elle venait de battre mon record de France ». 

### Palmarès
- Championne d'Europe du 400 m en 1969 ;
- Vice-championne d'Europe au relais 4 × 400 m en 1969 ;
- Championne d'Europe au relais 1 + 2 + 3 + 4 tours en 1970 ;
- Championne d'Europe en salle au relais 4 × 200 m en 1969 ;
- Championne de France du 400 m en 1969 et 1972 ;
- Championne de France du 400 m en salle en 1973 ;
- Championne de France junior du 800 m en 1964 ;
- Participation olympique à Munich en 1972 sur 400 m (demi-finaliste) et au relais 4 × 400 m (quatrième) ;
- 23 sélections en équipe de France A, de 1966 à 1974 et 5 en juniors.

### Records
- Détentrice du record du monde du 400 m en 1969 en 51 s 72 (durée 18 ans au niveau français) ;
- Détentrice du record du monde au relais 4 × 400 m en 1969, en 3 min 34 s 02 puis en 3 min 30 s 08 ;
- Détentrice du record de France junior du 800 m en 1965.

| Épreuve | Performance  | Lieu    | Date |
| ------- | ------------ | ------- | ---- |
| 400 m   | 51 s 72      | Athènes | 1969 |
| 800 m   | 2 min 10 s 2 |         | 1969 |

### Distinctions
Elle est élue sportive française de l'année par le journal L'Équipe en 1969.
Le 14 septembre 2024 est inaugurée au stade Christian-Goumondie de Sarlat-la-Canéda la nouvelle piste d'athlétisme portant le nom de Nicole Duclos, en sa présence, celle-ci ayant fait partie de 1974 à 2010 des clubs Sarlat OC puis Périgord Noir Athlétisme.